# Estadio Contador José Pedro Damiani
Das Estadio Contador José Pedro Damiani ist ein Fußballstadion in der uruguayischen Hauptstadt Montevideo. Es wurde am 19. April 1916 als Heimspielstätte des erfolgreichen Clubs Peñarol Montevideo unter dem Namen Las Acacias (deutsch Die Akazien) eingeweiht. Dieser Name ist auch heute noch gebräuchlich. 

## Geschichte
Das Gelände für den Stadionbau erwarb der Verein 1913. Die Eröffnungspartie zum 25. Vereinsjubiläum war ein Clásico gegen den Stadtrivalen Nacional und konnte 3:1 durch Peñarol gewonnen werden. Im Jahre 1930 baute man den Eingangsbereich sowie die V.I.P.-Tribünen ab und installierte sie zur ersten Fußball-Weltmeisterschaft im Estadio Pocitos. Nach Ende des Turnieres gelangten die Bauelemente an ihren ursprünglichen Standort zurück. 
1997 erfolgte eine umfassende, einem Neubau gleichkommende, Sanierung des Stadions. Auf Grund von Sicherheitsbedenken, der zu geringen Anzahl von 12.000 Zuschauerplätzen und einer schlechten Infrastruktur werden in der Sportstätte momentan jedoch nur die Spiele der Amateure von Peñarol Montevideo ausgetragen, während die Profis im Estadio Centenario antreten. Das letzte Erstligaspiel datiert vom August 1997 und war eine Partie gegen Rampla Juniors FC. Ihren neuen Namen tragen Las Acacias in Erinnerung an José Pedro Damiani (* 1921; † 2007), der dem Verein von 1987 bis 1990 sowie von 1993 bis 2007 vorstand.